# Fusillademonument Hattem
Fusillademonument Hattem is een monument gelegen aan de IJssel op de Geldersedijk nabij Hattem in de Nederlandse provincie Gelderland ter nagedachtenis aan zes gevangenen die vlak voor de bevrijding door de Duitse bezetter werden gefusilleerd op 4 april 1945. Deze gevangenen, die op een dodenlijst stonden zaten vast in het Huis van Bewaring in Zwolle en werden gefusilleerd als wraakneming op de sabotage aan de spoorlijn bij Oldebroek, op het spoorbaanvak Zwolle - Amersfoort.
Op het monument zijn de onderstaande namen van zes gefusilleerden aangebracht, met daarachter de plaats of land waar ze vandaan kwamen.
| Naam        | Voornaam               | Beroep                            | Woonplaats | Geboren    | Overleden  | Leeftijd |
| ----------- | ---------------------- | --------------------------------- | ---------- | ---------- | ---------- | -------- |
| Eskes       | Dirk                   | Arts                              | Amsterdam  | 16-08-1913 | 04-04-1945 | 31       |
| Buunk       | Gerrit Bertus          | Wachtmeester Bureau Inlichtingen  | Breda      | 04-12-1917 | 04-04-1945 | 27       |
| Laaken, van | Floris                 | Radio-technicus                   | Hilversum  | 24-09-1919 | 04-04-1945 | 25       |
| Austin      | John Patrick Standidge | Sergeant Royal Berkshire Regiment | Engeland   | 27-08-1922 | 04-04-1945 | 22       |
| Unen, van   | Gerrit                 | Arbeider                          | Oldebroek  | 26-02-1921 | 04-04-1945 | 24       |
| Diepen, van | Dirk                   | Arbeider                          | Oldebroek  | 11-05-1896 | 04-04-1945 | 48       |

D. Eskes schuilnaam ´Alex´, was een commandant van de Radiodienst van de Raad van Verzet. Hij viel op 9 februari 1945 in handen van de Duitse bezetter. Dirk Eskes ligt begraven op de N.H. begraafplaats in Garderen. Hij ontving postuum op 12 maart 1947 de Medal of Freedom zonder palm.
G.B. Buunk was een Nederlandse verzetsstrijder en in militaire dienst als wachtmeester capitulant, nadat hij naar Engeland gevlucht was. Op 10 februari werd hij gevangengenomen in Vroomshoop. Ben Buunk werd op verzoek van de familie, met militaire eer op 15 oktober 2015 herbegraven op het Ereveld Loenen te Loenen.
F. van Laaken schuilnaam ´Lex´, was leider zendernetwerk van de Radiodienst van de Raad van Verzet, hij is gelijktijdig met Eskes gearresteerd. Postuum onderscheiden met de Bronzen Leeuw. Hij ligt begraven in het familiegraf op de Noorderbegraafplaats te Hilversum.
J.P.S. Austin was een Sergeant van het Royal Berkshire Regiment. Hij maakte deel uit van het zogenaamde Jedburgh-team van Special Operations, dat op 12 september 1944 werd gedropt op een afwerpterrein bij Rijssen. Austin was telegrafist en moest contact onderhouden met de militaire inlichtingendienst in Londen en met het, achter de oprukkende geallieerde leger opererende, zendstation Wensum. Hij had een onderduikadres in Daarle. Austin ligt begraven op Erehof Hattem, op de Gemeentelijke Begraafplaats aldaar.
G. van Unen  was wegens economisch delict opgesloten in het Huis van Bewaring te Zwolle, hij ligt begraven op de Gemeentelijke begraafplaats in Wezep.
D. van Diepen was wegens economisch delict opgesloten in het Huis van Bewaring te Zwolle, hij ligt begraven op de Gemeentelijke begraafplaats in Wezep.

## Oorlogsmonument bij de Oude IJsselbrug
Bij dezelfde rivier de IJssel is verderop aan de Geldersedijk, tegenover het Katerveer in de gemeente Hattem provincie Gelderland, nog een monument opgericht voor 10 willekeurige uitgekozen verzetsmensen en militairen uit de gevangenis in Zwolle, die vlak voor de bevrijding van Hattem, op 10 april 1945 zijn geëxecuteerd door de Duitse SD Einsatzkommando. Hiervan heeft één slachtoffer de fusillade overleefd. Een ander slachtoffer is overgebracht naar het Duitse kerkhof in Venray. 
Op de witte natuurstenen gedenkzuil, onthuld op 4 mei 1980 , staan de namen van diegenen die daar geëxecuteerd zijn vermeld.
| Naam         | Voornaam         | Beroep                                     | Woonplaats | Geboren    | Overleden  | Leeftijd |
| ------------ | ---------------- | ------------------------------------------ | ---------- | ---------- | ---------- | -------- |
| Baarsma      | Sipke            | Onderwijzer / Plaatsvervangend Cdt. N.B.S. | Dalfsen    | 11-08-1920 | 10-04-1945 | 24       |
| Fros         | Abraham          | Boekhouder / Commandant N.B.S.             | Den Haag   | 11-07-1905 | 10-04-1945 | 39       |
| Geerts       | Aaldert          | Wachtmeester / N.B.S.                      | Olst       | 22-09-1920 | 10-04-1945 | 24       |
| Holvoet      | Raymond André    | SAS parachutist / Sergeant                 | Kortrijk   | 20-01-1924 | 10-04-1945 | 21       |
| Nijboer      | Asse             | Tuinder / Verzetsman                       | Kampen     | 25-11-1919 | 10-04-1945 | 25       |
| Pander       | Philip Willem    | Meubelfrabikant / Operatieleider N.B.S.    | Wassenaar  | 03-12-1903 | 10-04-1945 | 41       |
| Rot, aan het | Egbert Jan Jacob | Kantoorbediende / lid N.B.S.               | Zwolle     | 12-01-1920 | 10-04-1945 | 25       |
| Wierda       | Folkert          | Beroepsmilitair / Peloton Cdt. N.B.S.      | Woudsend   | 21-03-1890 | 10-04-1945 | 55       |

S.J. Baarsma  was onderwijzer en plaatsvervangend commandant van de Nederlandse Binnenlandse Strijdkrachten te Dalfsen, hij ligt begraven op de Gemeentelijke Begraafplaats in Dalfsen, in een eregraf beschikbaar gesteld door deze gemeente.
A. Fros was boekhouder en lid van de Nederlandse Binnenlandse Strijdkrachten in Den Haag, hij is herbegraven op het Ereveld Loenen.
A. Geerts was wachtmeester bij de Parketwacht van de Arrondissementsrechtbank Zwolle en lid van de Nederlandse Binnenlandse Strijdkrachten, onderdeel van de verzetsgroep in Olst, hij ligt begraven op de Gem. Begraafplaats in Den Nul.
R. Holvoet was Sergeant en parachutist in dienst van het Belgisch leger, in 1943 nam hij als Oorlogsvrijwilliger dienst bij het First Belgian Parachute Squadron Special Air Service troops. Hij is 24 oktober 1944 gevangen genomen door de Duitsers. Postuum onderscheiden met de Bronzen Leeuw en is uiteindelijk herbegraven in zijn woonplaats Kortrijk.

A. Nijboer was tuinder en lid van de verzetsgroep Kroeze, hij ligt begraven op het Gemeentelijke Begraafplaats in Wilsum.
PH.W. Pander was directeur van de firma Pander, Gewestelijk Operatieleider van de Binnenlandse Strijdkrachten, afdeling Friesland en Reserve Kapitein der Artillerie. Hij is herbegraven op het Ereveld Loenen.
E.J.J. aan het Rot was een kantoorbediende bij de Nederlandse Spoorwegen en lid van de Nederlandse Binnenlandse Strijdkrachten. Hij ligt begraven op de Gemeentelijk Begraafplaats Kranenburg in Zwolle en is postuum onderscheiden met het Verzetsherdenkingskruis.
F. Wierda was Adjudant in het Nederlands leger en Peloton Commandant van de Nederlandse Binnenlandse Strijdkrachten, hij ligt begraven op het Erehof, op de Noorderbegraafplaats in Leeuwarden.
Een van de gevangen overleeft de executie, Jean Lamarche.
Het is een van de Belgen die zich in de IJssel laat vallen en nog een kogel na krijgt dat zijn lichaam echter weer verlaat zonder fatale schade. Hij dook onder, kwam iets verder boven en verschool zich en weet te ontsnappen aan de Duitsers.
Het laatste slachtoffer van de schietpartij is de gedeserteerde 16-jarige SS´er Florimond Beke, uit het Belgische Gent, een puber die op zijn 14e wegloopt en via een Vlaams jongerenkorps bij de SS wordt ingelijfd, wiens lichaam naderhand naar het Duitse militaire begraafplaats in Ysselsteyn gebracht is. Zijn naam wordt niet vermeld op het oorlogsmonument wat in 1980 opgericht is, aangezien dit te gevoelig lag. 
Op verzoek van de gemeente Hattem heeft Loe de Jong uitgezocht wat de rol van Beke was gedurende de Tweede Wereldoorlog in Vlaanderen. Met dit onderzoek heeft de gemeente geconcludeerd dat de naam van deze jongen niet op het Oorlogsmonument geplaatst moest worden.
Vlakbij stond eerst een klein metalen gedenkteken, wat vlak na de Tweede Wereldoorlog is opgericht, met het opschrift: HERINNERING AAN MIJN VRIENDEN GEFUSILEERD 10-4-45
In 2015 werd een kleine plaquette naast het monument onthuld ter nagedachtenis van de Belg Raymond A. Holvoet, het herinnert aan de executie en kwam er mede dankzij zijn landgenoot, J. Lamarche. 
Jaarlijks worden op deze plek herdenkingen gehouden voor hen die vielen tijdens de laatste oorlogsdagen voor de bevrijding van Nederland.